# Jan Akkerman
Jan Akkerman (* 24. prosince 1946) je nizozemský kytarista. Na kytaru začal hrát ve svých pěti letech a od roku 1960 vystupoval s různými skupinami. Roku 1968 založil skupinu Brainbox, ze které však brzy odešel ke skupině Focus, ve které působil v letech 1969 až 1976. Spolu se zpěvákem Thijsem van Leerem je autorem hitové písně „Hocus Pocus“, kterou skupina vydala v roce 1972. Po odchodu ze skupiny se věnoval sólové kariéře, ale příležitostně také vystupoval se skupinou Focus.